# Lekkoatletyka na Światowych Wojskowych Igrzyskach Sportowych 2015 – bieg na 110 m przez płotki mężczyzn
Bieg na 110 metrów przez płotki mężczyzn – jedna z konkurencji biegowych rozegranych w dniach 5 i 7 października 2015 roku podczas 6. Światowych Wojskowych Igrzyskach Sportowych na kompleksie sportowym KAFAC Sports Complex w Mungyeongu.

## Terminarz
| Data                | Godzina (UTC+09:00) | Wydarzenie |
| ------------------- | ------------------- | ---------- |
| 5 października 2015 | 10:00               | Eliminacje |
| 7 października 2015 | 16:40               | Finał      |

## Rekordy
Tabela prezentuje rekord świata, a także rekord Igrzysk wojskowych (CSIM) przed rozpoczęciem mistrzostw.
|                                   | Zawodnik           | Wynik | Miejsce  | Data                  |
| --------------------------------- | ------------------ | ----- | -------- | --------------------- |
| Rekord świata                     | Aries Merritt      | 12,80 | Bruksela | 7 września 2012(dts)  |
| Rekord Igrzyska wojskowych (CSIM) | Staņislavs Olijars | 13,32 | Zagrzeb  | 21 sierpnia 1999(dts) |

## Medaliści
| Złoto                       | Srebro              | Brąz                      |
| Siergiej Szubienkow · Rosja | Artur Noga · Polska | Dominik Bochenek · Polska |

## Rezultaty

### Kwalifikacje
Awans: dwóch najlepszych zawodników z każdego biegu (Q), plus 2 z najlepszymi czasami (q).
| Pozycja | Bieg | Zawodnik                      | Państwo                      | Czas  | Uwagi |
| ------- | ---- | ----------------------------- | ---------------------------- | ----- | ----- |
| 1       | 1    | Siergiej Szubienkow           | Rosja                        | 13,71 | Q     |
| 2       | 2    | Artur Noga                    | Polska                       | 13,92 | Q     |
| 3       | 3    | Ji Wei                        | Chiny                        | 13,97 | Q     |
| 4       | 3    | Dominik Bochenek              | Polska                       | 14,03 | Q     |
| 5       | 1    | Ahmed Almuwallad              | Arabia Saudyjska             | 14,14 | Q     |
| 6       | 3    | Jonathan Mendes               | Brazylia                     | 14,16 | q     |
| 7       | 2    | Chu Pengfei                   | Chiny                        | 14,21 | Q     |
| 8       | 1    | Dario De Borger               | Belgia                       | 14,24 | q     |
| 9       | 2    | Maksim Łynsza                 | Białoruś                     | 14,25 |       |
| 10      | 3    | Kyler Wayne Martin            | Stany Zjednoczone            | 14,33 |       |
| 11      | 3    | Damien Broothaerts            | Belgia                       | 14,34 |       |
| 12      | 1    | Jong Jin Won                  | Korea Południowa             | 14,43 |       |
| 13      | 2    | Rio Maholtra                  | Indonezja                    | 14,51 |       |
| 14      | 2    | Muhammad Sajjad               | Pakistan                     | 14,69 |       |
| 15      | 1    | William Mbevi Mutunga         | Kenia                        | 15,22 |       |
| 16      | 1    | Jassim Al Balooshi            | Zjednoczone Emiraty Arabskie | 15,50 |       |
| -       | 2    | Boniface Tumuti               | Kenia                        | DNF   |       |
| -       | 1    | Emmanuel Chimdzeka            | Malawi                       | DNS   |       |
| -       | 3    | Pethias Barclays Gondwe Mdoka | Malawi                       | DNS   |       |

### Finał
| Pozycja | Tor | Zawodnik            | Państwo          | Czas  | Uwagi  |
| ------- | --- | ------------------- | ---------------- | ----- | ------ |
| 01 !    | 3   | Siergiej Szubienkow | Rosja            | 13,43 |        |
| 02 !    | 4   | Artur Noga          | Polska           | 13,79 |        |
| 03 !    | 6   | Dominik Bochenek    | Polska           | 13,84 |        |
| 4       | 5   | Ji Wei              | Chiny            | 13,91 |        |
| 5       | 2   | Jonathan Mendes     | Brazylia         | 13,98 |        |
| 6       | 7   | Chu Pengfei         | Chiny            | 14,05 |        |
| -       | 1   | Dario De Borger     | Belgia           | DNF   |        |
| -       | 8   | Ahmed Almuwallad    | Arabia Saudyjska | DQ    | R162.7 |